# ハリー・B・ハリス・ジュニア

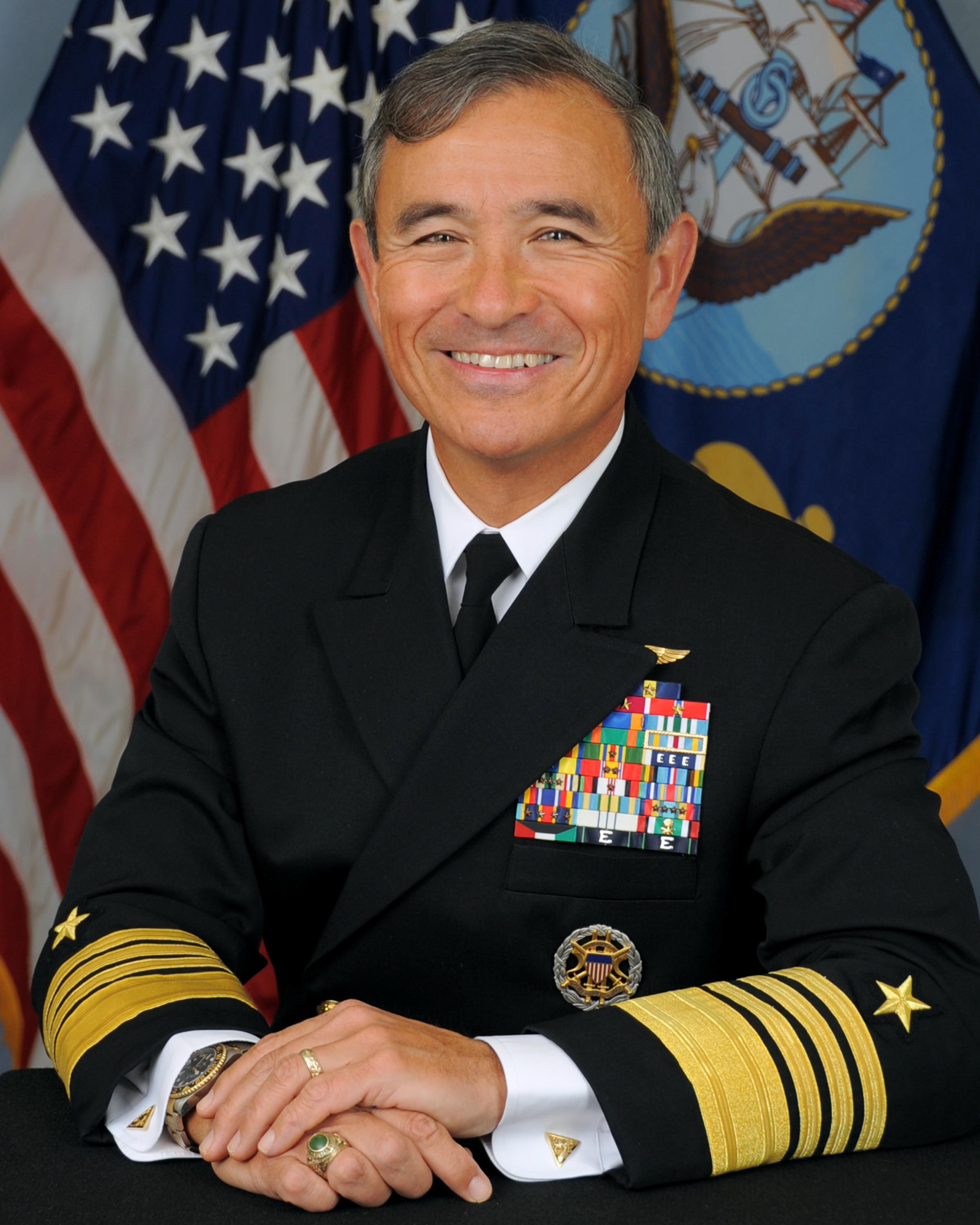
ハリス大将（2013年）

ハリー・ビンクリー・ハリス・ジュニア（Harry Binkley Harris, Jr. 1956年8月4日 - ）は、アメリカ合衆国の海軍軍人、外交官。前大韓民国駐箚アメリカ合衆国特命全権大使。第24代アメリカ太平洋軍司令官。
米国史上初めてのアジア系（日系）の海軍大将である。大将の地位は日系アメリカ人軍人が得た過去最高の階級である。米海軍のP-3C洋上航空哨戒の分野から初めて出た大将である。米海軍の元「Old Goat」（現役の中で最古参の海軍兵学校卒業者）保持者であり、元「グレイ・アウル」保持者（現役の中で最古参の海軍飛行士官）。日本ではハリー・ハリスと表記されることが多い。

## 略歴

### 生い立ち
1956年 神奈川県横須賀市で生まれる。父はテネシー州出身のアメリカ海軍兵曹長ハリー・ビンクリー・ハリス（1914年 - 1995年）、母は神戸出身の日本人オオノ・フミコ（1927年 - 2008年）。2人はフミコが横須賀のアメリカ海軍で通訳兼秘書をしていたときに知り合い、1955年に結婚。
父が除隊して1958年に家族でテネシー州クロスビルに帰郷し、1968年にフロリダ州ペンサコラに転居し、地元の公立学校で学んだ。

### 海軍軍人
1978年、アナポリス海軍兵学校卒業。兵学校での専攻は総合工学 (General Engineering)。フェンシングの学校代表選手でもあった。
飛行訓練後、海軍飛行士官を拝命。メーン州のブランズウィック海軍航空基地の第44哨戒航空隊 (VP-44) に配属。P-3Cオライオン操縦士として、太平洋・インド洋・大西洋・地中海の任地を歴任。
空母サラトガ (CV-60) の戦術行動士官。アキレ・ラウロ号事件の対応や1986年のリビア爆撃 (Operation Attain Document III)にも参加
ハワイ州のバーバーズ・ポイント海軍航空基地の第4哨戒飛行隊(VP-4)作戦士官。湾岸戦争中は南西アジアに派遣された。
日本の神奈川県上瀬谷にある第1哨戒偵察航空団、第57任務部隊、第72任務部隊で3回勤務。第1哨戒偵察航空団時代の初期にはアーネスト・ウィル作戦やサザン・ウォッチ作戦に参加。
1993年、ハーバード大学ケネディ・スクール修了（行政学修士）。1994年、ジョージタウン大学大学院修了 修士（MA。国家安全保障論）。1999年、マサチューセッツ工科大学フェロー。
2002年、バーレーン国マナマにあるアメリカ中央海軍/第5艦隊司令官直属の参謀次長（作戦・計画・政-軍調整(N3/N5)担当）。2003年3月19日より開始されたイラクの自由作戦における海軍担当部分の計画と実施の任に当たる。
2007-2008年 アメリカ南方軍（マイアミ）作戦部長。
2008-2009年 海軍作戦部次長（海軍作戦部長の副官）。
2009-2011年 第6艦隊（ナポリ）司令官。
2011-2013年 アメリカ統合参謀本部（JCS）議長補佐官（国務省に対するJCS代表）。
2013-2014年 太平洋艦隊（ホノルル）司令官。
2013年11月20日、東山海軍墓地（長崎県佐世保市）を訪れ、第二次世界大戦で戦死した大日本帝国海軍の軍人らを顕彰した「海の防人之碑」に献花を行った。
2014年9月 アメリカ太平洋軍（ホノルル）司令官に指名される。
2014年11月5日、日本の江渡聡徳防衛大臣（当時）と会談し、「尖閣諸島は日米安保条約の対象になっている」と述べ、尖閣諸島が日米安保適用範囲内にあることを確認した。
2014年12月に上院の承認を受け、2015年5月27日にアメリカ太平洋軍司令官に就任した。在任中の2016年12月27日、安倍晋三総理大臣がハワイ州の真珠湾を訪問し、慰霊施設でバラク・オバマ大統領と共に黙祷を捧げ、スピーチした。
2015年3月、南沙諸島海域における中華人民共和国の人工島建設を「砂の長城」と呼ぶ有名な主張を行った。
2016年1月27日、ワシントンD.C.で行った講演の中で「中国からの攻撃があれば、我々は必ず（尖閣諸島を）防衛する」と述べ、アメリカが尖閣諸島防衛の義務を負うことを改めて表明した。アメリカ政府は以前から、尖閣諸島は日米安全保障条約の適用対象に含まれるとの立場を採ってきたが、アメリカ政府・軍関係者が中国を名指しして尖閣諸島の防衛について述べることは異例であるとされる。
2016年の真珠湾攻撃記念日で、アメリカ国歌斉唱を拒否したアメフト選手のコリン・キャパニックを批判し、海軍軍人などからスタンディング・オベーションを受けた。CNNが配信したYouTube上の動画は100万再生を超えている。
2018年2月9日、トランプ政権が次期駐オーストラリア大使に指名すると発表したが、5月18日になって駐大韓民国大使に指名し直した。
2018年4月26日、防衛省にて約3年間の太平洋軍司令官としての功績を讃え小野寺五典防衛大臣から旭日大綬章（旧勲一等旭日大綬章）を受賞した。

### 駐韓大使
2018年6月に上院の承認を受け、2018年7月7日に駐大韓民国大使に着任。。
2018年11月26日、2018年統一貢献大賞を受賞。
2019年8月28日、韓国外務部からの呼び出しに応じ趙世暎第一次官と会談。報道陣の前で韓国側から日韓秘密軍事情報保護協定破棄に関し、アメリカが繰り返し失望や懸念を表明することについて自制するよう異例の要求を受けた。
2021年1月20日、韓国駐在米国大使の任務を終え、ソウルを離れた。

## 人物
アメリカ人（父親）と日本人（母親）の両親を持つハリスは母親から義務と義理を学んだと語り、「6・7歳の子供が理解するにはとても重い概念だった」とした上で、自分は日米同盟の向上に尽力する義務があると述べた。好きな本はグウェン・テラサキの『太陽にかける橋 戦時下日本に生きたアメリカ人妻の愛の記録』としている。
ハリスの母オオノ・フミコは神戸の裕福な家庭で育ったが、10代後半で両親と５人姉妹の7人家族のうち3人を第二次世界大戦中の空襲で亡くした。生き残った母親らと共に叔母を頼り横浜に避難し、その後1950年に横須賀の海軍基地に通訳兼秘書として職を得た。そして夫のハリー・ハリス・シニアと知り合い結婚した。
韓国内では、駐韓大使としてのハリスが高圧的であると批判されることがある。文在寅政権に近いハンギョレ新聞は、ハリスの言動には傲慢や無礼、偏見、無知が見られると評している。ニューヨーク・タイムズは、日系人であるハリスが駐韓大使を務めていることについても、韓国内では国民への侮辱と捉えられていると報じた。ハリスは、人種・民族的背景により現地メディアに批判されていると述べている。
韓国内の進歩派（革新系）勢力から、ハリスの口ひげについても、日本統治時代の朝鮮総督を連想させるとの批判がある。ハリスは、口ひげは海軍を退役した記念に生やし始めたもので、自身の出自とは無関係であると述べている、また、「日韓に歴史的な対立が存在するのは理解しているが、私がたまたま日系人だからといって、そうした歴史を私に重ね合わせるのは間違いだ」とも述べている。なお現在は、新型コロナウイルスの感染拡大防止策としてマスクを着用しながら、ソウルの夏を涼しく過ごすために、そり落としている。